# 루돌프 망
루돌프 망(독일어: Rudolf Mang, 1950년 6월 17일 ~ 2018년 3월 12일)은 전 서독의 역도 선수로 1968년과 1972년 하계 올림픽에 참가하여 최중량급 부문에 나갔다.
바이에른 주 벨렌베르크에서 태어난 망은 1972년 하계 올림픽에서 2위를 하고, 그해와 이듬해 세계 역도 선수권 대회에서도 2위를 하였다.
유럽 선수권에서는 1972년과 1973년에 각각 2위와 3위를 하였다.
그는 2개의 세계 기록을 세웠는 데 각각 압착(1972)과 인상(1973)에서다.